# Корыстин, Андрей Борисович
Андрей Борисович Корыстин (род. 17 февраля 1972) — советский, российский спортсмен, заслуженный мастер спорта (подводное ориентирование).

## Биография
Андрей родился 17 февраля 1972 года в Воронеже.
Андрей Корыстин является 4-кратным чемпионом мира (1989, 1992, 1996), 7-кратным чемпионом Европы (1990—1991, 1993, 1995, 1997), победителем 16 этапов Кубка мира (1992—1998). Только в официальных соревнованиях среди взрослых (мир, Европа, СССР, Россия) завоевал 150 медалей разного достоинства.
В 1995 году получил звание заслуженного мастера спорта по подводному ориентированию.
Офицер Вооруженных сил РФ. Окончил физический факакультет Воронежского государственного университета.